# 广叶书带蕨
广叶书带蕨（学名：Vittaria taeniophylla）为书带蕨科书带蕨属下的一个种。

## 扩展阅读
- 維基物種上的相關：广叶书带蕨